# Cliff Moustache

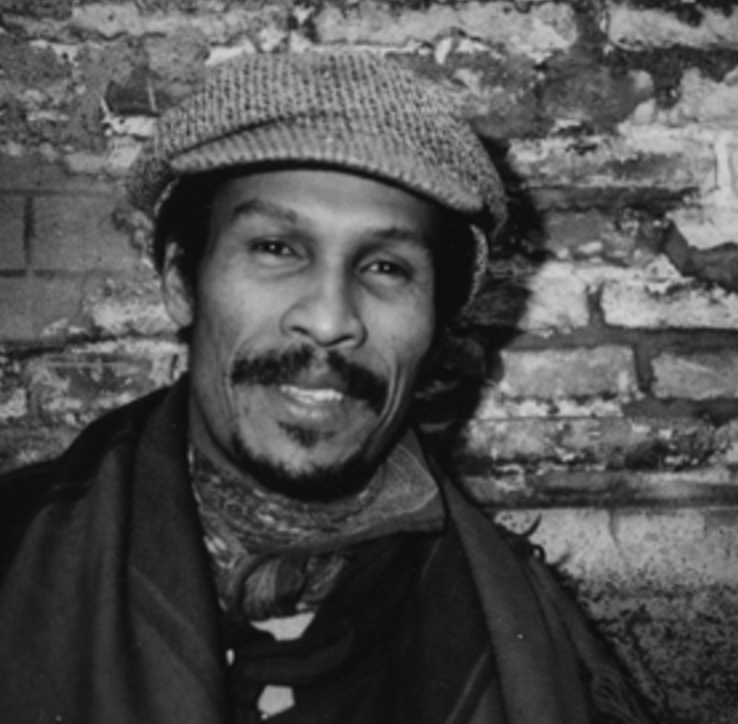
Cliff A. Moustache, ca. 1990

Cliff A. Moustache (geb. 9. November 1952) ist ein Schauspieler, Filmemacher und Dramatiker in Norwegen. Er stammt von den Seychellen.

## Leben
Moustache wurde auf den Seychellen geboren. Von Jugend an interessierte er sich für verschiedene Formen von Medien und Kunst. Seine Mutter wollte, dass er Priester werden sollte, und obwohl er sich nicht dafür interessierte, diente er als Ministrant. Nach der Ausbildung auf den Seychellen studierte Moustache Schauspiel und Regie in Dorset, England, wo er 1979 einen Abschluss erhielt.
Nach seiner Graduierung entschloss sich Moustache, nicht auf die Seychellen zurückzukehren und stattdessen Arbeitsmöglichkeiten in Europa zu suchen. Ein Freund, ein Seemann von den Seychellen, lud ihn ein nach Norwegen. Moustache landete in der falschen Stadt und verpasste seinen Freund, der nach Dänemark weitergereist war. Letztendlich schlug er sich zuerst mit Straßentheater durch, bevor er einen Job in einem Restaurant ergattern konnte. Moustache begann einen Sprachkurs in Norwegisch an der Universität Bergen und erhielt letztlich die norwegische Staatsbürgerschaft. 1981 zog er nach Oslo, wo er kurzzeitig beim staatlichen Rundfunk arbeitete. Später konnte er eigene Theaterproduktionen aufführen. Er schrieb 1986 Vestvind/Vestvind und führte Regie. Von 1989 bis 1991 war Moustache Direktor von Artists for Liberation.
1992 eröffnete Moustache das Nordic Black Theatre in Oslo zusammen mit Jarl Solberg. Beide sind bis heute in dem Theater involviert. Moustache ist Artistic Director, während Solberg die Rolle des General Manager übernahm. Das Theater ist selbst-finanziert und produziert eigene Shows und beteiligt sich an Gemeinschaftsprojekten mit unabhängigen Künstlern. 1993 gründete Moustache die Theaterschule Nordic Black Xpress, um jungen Talenten Entwicklungsmöglichkeiten zu geben. Nordic Black Xpress bietet zweijährige Kurse für acht bis zwölf Studenten, die acht bis neun Stunden trainieren, fünf bis sechs Tage pro Woche. Moustache bemüht sich, die Schule an das Universitätssystem anzubinden, so dass Bachelor-Abschlüsse vergeben werden können.
Im Jahr 2000 drehte Moustache seinen ersten Kurzfilm Radio Knockout. Der Film gewann Preise bei Festivals in Schottland, England, Portugal und Nordamerika. Seither hat er zahlreiche Kurzfilme und Dokumentarfilme produziert. 2019 zeichnete die Bürgermeisterin von Oslo Marianne Borgen Moustache aus als Künstler des Jahres aufgrund seiner Beiträge zur Gesellschaft in Norwegen und in der Unterhaltungsindustrie. Er wurde damit der erste Einwanderer, der so ausgezeichnet wurde. Er wirkte 2019 als Dozent an der University of Miami und hatte auch eine Gastprofessur in Vietnam. Im März 2020 produzierte er das Stück After the Dream über das Leben von Martin Luther King, welches im Opernhaus Oslo aufgeführt wurde.
2023 wurde er mit dem Heddaprisen ausgezeichnet.